# Бекренев, Андрей Дмитрьевич
Андрей Дмитрьевич Бекренев (род. 6 сентября 1992 год, Якутия, Россия) — российский и белорусский борец вольного стиля якутского происхождения. Трехкратный чемпион Республики Беларусь. Мастер спорта России, Мастер спорта Республики Беларусь международного класса.

## Биография
Бекренев родился в Среднеколымском улусе Республики Якутия. Воспитанник якутской школы вольной борьбы.

## Спортивная карьера в сборной России
В 2013 году Бекренев стал обладателем бронзовой медали международного турнира Яшар Догу в Турции. Финалист чемпионата России среди студентов 2015 года. Участник Чемпионата России 2015. Бронзовый медалист турнира памяти Дмитрия Коркина 2015.

## Спортивная карьера в сборной Республики Беларусь
В 2017 году Бекренев сменил гражданство и начал выступать под флагом Республики Беларусь. В 2017 году он стал третьим на чемпионате Беларуси в весе до 57 кг, так же финишировал на третьем месте на международном турнире в Киеве и стал победителем гран-при Александра Медведя в Минске. В начале 2018 года Андрей снова выиграл бронзовую медаль на чемпионате Республики Беларусь в весе до 57 кг. Летом 2018 года Бекренев принёс в копилку сборной серебряную медаль международного турнира "Mongolia Open" и бронзовую медаль турнира Яшар Догу. Бекренев участник чемпионата мира 2018 в Будапеште. В начале 2019 года выиграл чемпионат Беларуси в весе до 57 кг, а так же стал третьим на турнире памяти Анри Деглан в Ницце и финалистом Киевского международного турнира, посвященный выдающимся украинским борцам и тренерам. В январе 2020 года стал третьим на чемпионате страны в весовой категории до 65 кг. В 2021 году снова добыл бронзовую медаль на чемпионате Беларуси в весе до 65 кг, на турнире гран-при Александр Медведь добыл золотую медаль, на чемпионате Европы 2021 в Варшаве пришёл пятым. Участник чемпионата мира 2021 в Осло. В 2022 и 2023 годах выиграл чемпионат страны. Бронзовый медалист 2 и 5 турнира лиги Поддубного.

## Спортивные достижения
- 2015, 2022 Дмитрий Коркин — ;
- 2013, 2018 Яшар Догу — ;
- 2017, 2021 Александр Медведь — ;
- 2015 Чемпионат России среди студентов — ;
- 2019, 2022, 2023 Чемпионат Беларуси — ;
- 2017, 2018, 2020, 2021 Чемпионат Беларуси — ;

## Личная информация
Бекренев выпускник Северо-Восточного федерального университета им. Аммосова.